# الكأس الكبير (لوحة)
الكَأْسُ الكَبير (بالإنجليزية: The Titan's Goblet)‏ هي لوحة زيتية بريشة فنان المناظر الطبيعية الأمريكي توماس كول. تم رسمه في عام 1833 ، وربما تكون أكثر أعمال الفنان الطبيعية غموضًا. إنه عمل «يتحدى التفسير الكامل»، وفقًا لمتحف متروبوليتان للفنون. يعتبر العمل «صورة داخل صورة» و «منظر طبيعي داخل منظر طبيعي»: يقف القدح على أرض تقليدية، لكن سكانه يعيشون على طول حافته في عالم خاص بهم. يغطي الغطاء النباتي كامل الحافة، ولم يكسر سوى مبنيين صغيرين، معبد يوناني وقصر إيطالي. تتناثر السفن الشراعية في مياهه الشاسعة. حيث ينسكب الماء على الأرض بالأسفل، وبنبثق العشب ووتظهر حضارة أكثر بدائية.

## التفسيري

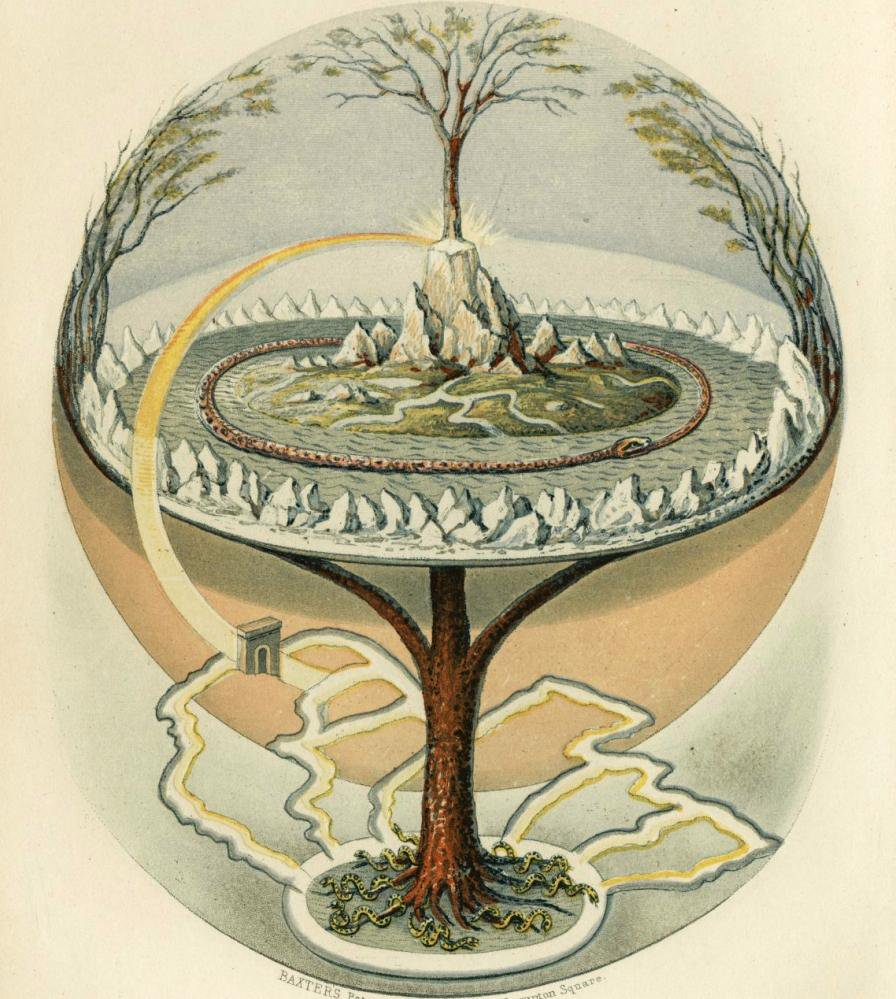
شجرة إغدراسيل صفحة من كتاب نثر ايدا بواسطة أولوف أولفسن باجي سنة (1847)

غالبًا ما قدم كول نصًا مرافقة للوحاته، لكنه لم يعلق على لوحة «الكأس الكبير» ، تاركًا نواياه مفتوحة للنقاش. في ثمانينيات القرن التاسع عشر، ربط أحد التفسيرات كأس كول بشجرة العالم وعلى وجه التحديد بـ إغدراسيل في الميثولوجيا الإسكندنافية. ذكر هذا التفسير مزاد 1904 ، حيث كتب «الفكرة الروحية في وسط اللوحة، التي تنقل النظرية الإسكندنافية الجميلة القائلة بأن الحياة والعالم مجرد شجرة ذات أغصان متفرعة، يتم تنفيذها بعناية من قبل الرسام». ومع ذلك، ليس من الواضح أن كول كان على دراية بهذا المفهوم، ويقترح الناقد إلوود سي باري أن التشابه مع أي شجرة أسطورية يقتصر على تشابه جذع القدح مع جذع الشجرة. لا يوجد شيء في الكأس يماثل الفروع أو الجذور.
يتناقض حجم الكأس الحجري الضخم مع مشهد المناظر الطبيعية التقليدية حوله، مما يدعو إلى إجراء مقارنات مع الأشياء الحجرية الكبيرة التي خلفتها الأجناس القديمة للعمالقة في الأساطير اليونانية - وهي وجهة نظر أيدها مؤرخ الفن إروين بانوفسكي في الستينيات. يبدو أن عنوان اللوحة (الذي قدمه كول على ظهر اللوحة القماشية) يدعم هذه الفكرة، كما لو أن وقتًا طويلاً قد مر بين إنشاء هذا الكأس والمشهد الحالي. يستحضر غروب الشمس، وهو رمز رومانسي، أيضًا مرور الوقت.

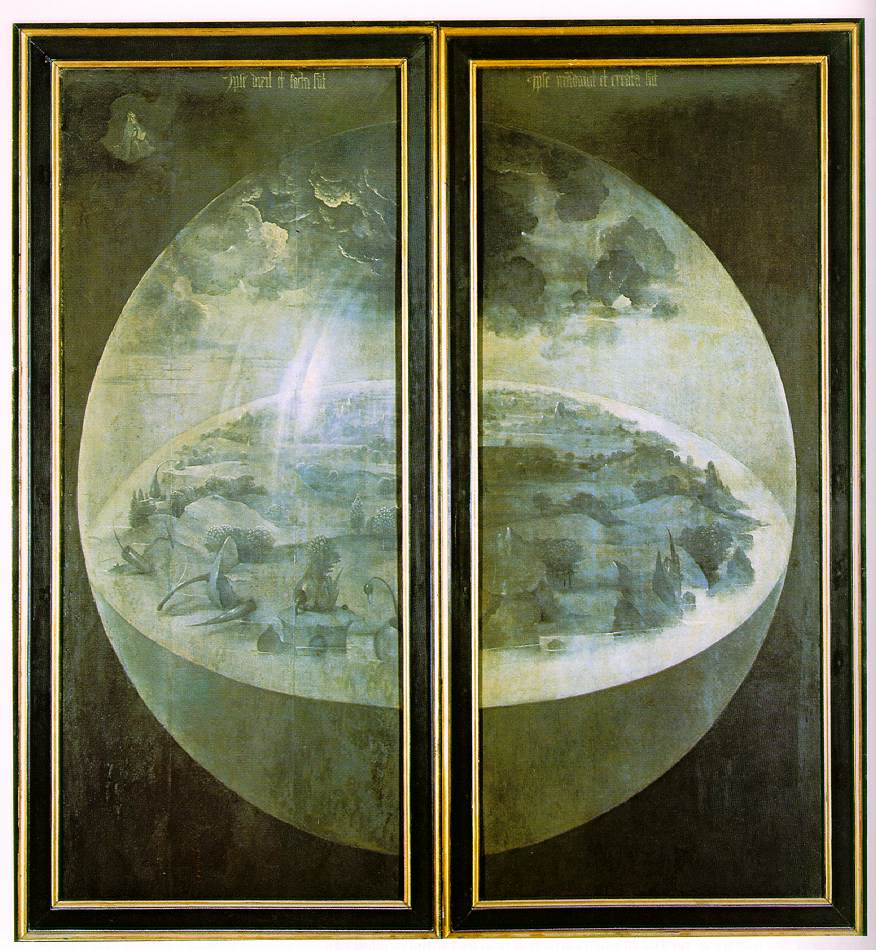
الألواح الخارجية للوحة حديقة المباهج الأرضية للرسام هيرونيموس بوس سنة 1500

قد توحي هيمنة الكأس في اللوحة بتفسير كوني. ينظر الناقد الفني باري في المقارنة مع الألواح الخارجية لـ حديقة المباهج الأرضية للرسام هيرونيموس بوس (حوالي 1500م) ولكنه يرفض المقارنة مع اللوحات الخارجية، والتي يتم أخذها عمومًا لتصوير خلق الأرض. كلتا الصورتين لعالم محصور، لكنهما تستخدمان المياه والتضاريس بنسب مختلفة. لا يقدم كأس كول لا أيقونية ولا نقشًا يؤكد التفسير الديني للصورة. علاوة على ذلك، وضع الرسام القدح بعيدًا عن مركز اللوحة، مما يقلل من أهميتها الرمزية.
ومع ذلك، يمكن النظر إلى مياه القدح على أنها تأثير حضاري. يتمتع سكان الكأس بوجود طوباوي، حيث يستمتعون بالقوارب على المياه الهادئة والعيش بين المعابد والغابات المورقة. حيث تتسرب المياه إلى المناظر الطبيعية أدناه - حيث يتفاعل العالمان - تظهر علامات الحياة. في الخلفية، بعيدًا عن تأثير مياه القدح، الجبال مقفرة وصخرية.
كان لويس ليجراند نوبل صديقًا وكاتبًا لسيرة كول، وكان من المتوقع أن يكون لديه بعض البصيرة في العمل. ومع ذلك، لم يرد ذكر لهذه الأفكار في تعليقه. كتب: «هناك (الكأس) يقف، بالأحرى يستقر على عمود، هيكل طحلب يشبه البرج، ضوئه مثل الفقاعة، ومع ذلك هو جزء من كرة أرضية كبيرة. بينما تدور العين حول شفتها المتداولة العريضة، محيط بأميال عديدة، تجد نفسها في أرض الجنيات؛ وفقًا للطبيعة على أوسع نطاق لها... قد يسافر السائحون في بلدان هذه الحلقة الإمبراطورية، ويتتبعون خيالاتهم في العديد من الصفحات الرومانسية. هنا غارق في الروعة الذهبية لغروب الشمس الصيفي، يوجد بحر صغير من اليونان، أو الأرض المقدسة، مع الحياة اليونانية والسورية، والطبيعة اليونانية والسورية تطل على مياهها الهادئة».
بدلاً من ذلك، تنظر مقالة الناقد الفني باري في عام 1971 ألى اللوحة في جولة كول الأولى إلى أوروبا (1829-1832) لكشف صور الكأس. زار كول إنجلترا وزار رسام المناظر الطبيعية البارز ج. تيرنر، الذي كان لديه مشاعر مختلطة تجاه عمله. ومع ذلك، فقد انجذب إلى تيرنر يوليسيس سخرية سايكلوب، حيث قام بعمل رسمين تخطيطيين للوحة ودراسة أخرى لمعالجة محتمل لها، والتي لم تؤت ثمارها.
يعتبر العملاق الفخري بوليفيموس محوريًا للملحمة اليونانية القديمة بعنوان أوديسة، ويظهر اهتمام كول بالموضوع انفتاحه على «الإمكانات الإبداعية لمثل هذا المشهد المتوسطي». في هذه الأثناء، بينما كان كول يبحث في موضوعات لسلسلة لوحاته «مسار الإمبراطورية»، كان سيواجه قصة جبل آثوس في كتاب فيتروفيوس العشر عن العمارة. يروي الكاتب الروماني القديم اقتراح المهندس المعماري دينوكراتس للإسكندر أن يتشكل الجبل على شكل «تمثال لرجل يمسك مدينة واسعة بيده اليسرى، وفي يمينه فنجان ضخم تجمع فيه كل الجداول. للجبل، والذي سيصب بعد ذلك في البحر.»  ظهرت هذه الصورة الرائعة في الرسوم التوضيحية التي تعود إلى القرنين الثامن عشر والتاسع عشر والتي ربما رآها كول. لكن قد لا يكون التحويل الحرفي لهذه الصورة مناسبًا لفن كول: كونه فنانًا للمناظر الطبيعية، كان سيكون أكثر راحة في التعبير عنها بالطوبوغرافيا فقط، متجنبًا الحاجة إلى تقديم شكل بشري حجري ضخم.

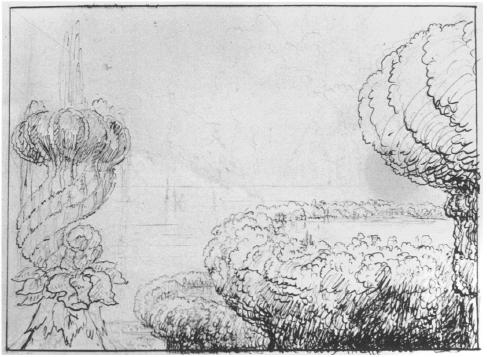
رسم خيالي لنافورة وأحواض من قبل كول ، حوالي 1832

كما يبدو أن رسومات كول  من رحلته إلى أوروبا أو بعد ذلك بوقت قصير هي أيضًا بمثابة رسم مسبق للقدح. يظهرون اهتمامه بالنوافير والأحواض ويتأثرون بمن رآهم خلال المرحلة الإيطالية من رحلته في فلورنسا وروما وتيفولي. في أحد الرسومات، تنزل سلسلة من الأحواض الضخمة المزينة بالنباتات إلى البحر. يصور الآخر حوضًا واحدًا ذو إطار طحلب بالحجم الطبيعي، لكن عرض مستوى الأرض يجعله يبدو هائلاً. كما أن رسومات كول للبحيرات البركانية الإيطالية نيمي وألبانو تذكرنا أيضًا بمياه وحافة الكأس، بقدر ما تشير إلى أن «التشابه البصري الأساسي كان يعمل في أفكار كول، وهو تشابه بين هذه المناظر الطبيعية الفعلية التي لاحظها وشكل أوعية المياه والأحواض التي تخيلها».
يقترح باري أيضًا فكرة «غير عادية، ولكن ليست مستحيلة» بأن كأس كول كانت إجابة فنان المناظر الطبيعية على نوع الحياة الصامتة. عند زيارته لمنزل راعيه لومان ريد، وهو جامع متحمس للفن، كان سيشاهد كول لوحة لا تزال حية مع لوحة «مع كأس وليمون» للفنان الهولندي في القرن السابع عشر ويليم فان إيلست. أهم ما يميز تلك اللوحة هو كأس زجاجي شفاف. أوجه التشابه أساسية، حيث يكون لكل من اللوحات شكل رأسي ووعاء شرب خارج المركزالفعلي للمشهد.

## الأصل
من المحتمل أن يكون كول قد رسم الصورة في فترة قصيرة إلى حد ما، نظرًا لصغر حجمها وتطبيق الطلاء الرقيق جدًا. (اللوحة القماشية مرئية جدًا في الصورة المصاحبة، وتم عرضها بدقة كاملة). لقد رسم كول العمل بدون تفويض، لذلك كان الموضوع ملكه تمامًا. طلب 100 دولار مقابل العمل، بناءً على حجم اللوحة على ما يبدو - حيث جلبت مناظره الطبيعية الكاملة في ذلك الوقت ما بين 250 إلى 500 دولار.
أرسل كول أللوحة إلى لومان ريد (كان تاجرًا أمريكيًا ناجحًا وراعيًا مهمًا للفنون)، عُرض العمل في الأكاديمية الوطنية للتصميم عام 1834 بينما كان مملوكًا لجيمس ج. امتلكها الفنان جون ماكي فالكونر عام 1863. تبرع صامويل بوتنام أفيري باللوحة في عام 1904 لمتحف متروبوليتان للفنون في نيويورك.
تم التعرف على اللوحة كعمل فني فريد من نوعه، وكانت اللوحة الأمريكية الوحيدة التي ترجع إلى القرن العشرين والتي تم تضمينها في معرض «الفن الرائع، الدادا، السريالية» لمتحف الفن الحديث لعام 1936. [12]

## الرسام

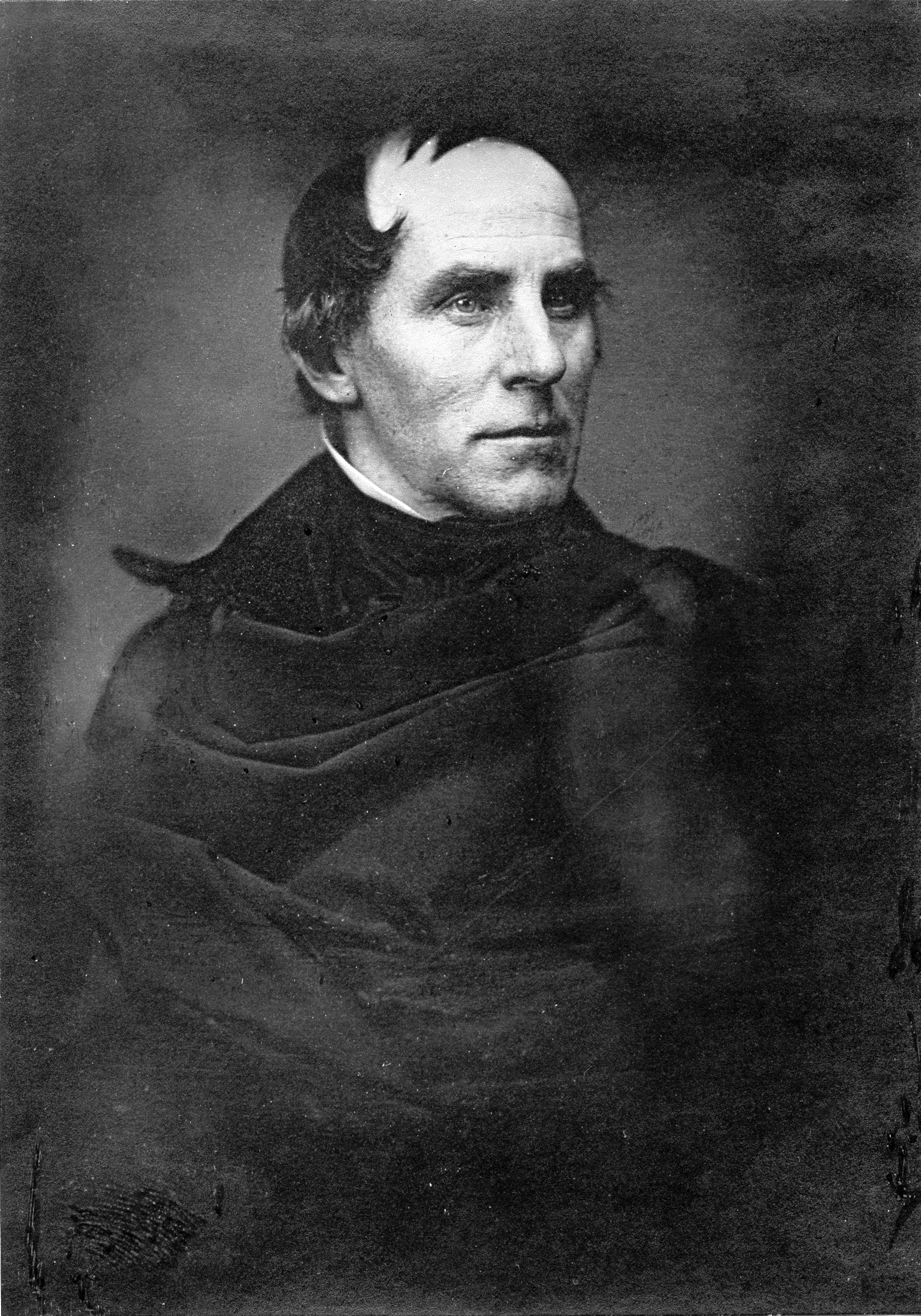
توماس كول

توماس كول (1801- 1848) رسامًا أنجلو أمريكيًا معروفًا بلوحاته الطبيعية والتاريخية. أحد الرسامين الأمريكيين الرئيسيين في القرن التاسع عشر، ويعتبر مؤسس مدرسة نهر هدسون،  وهي حركة فنية أمريكية ازدهرت في منتصف القرن التاسع عشر. تشتهر أعمال كول بتصويرها الرومانسي للحياة البرية الأمريكية.